# Eure (departement)
 Eure je francouzský departement ležící v regionu Normandie. Název pochází od řeky Eure, přítoku Seiny. Hlavní město je Évreux.

## Geografie

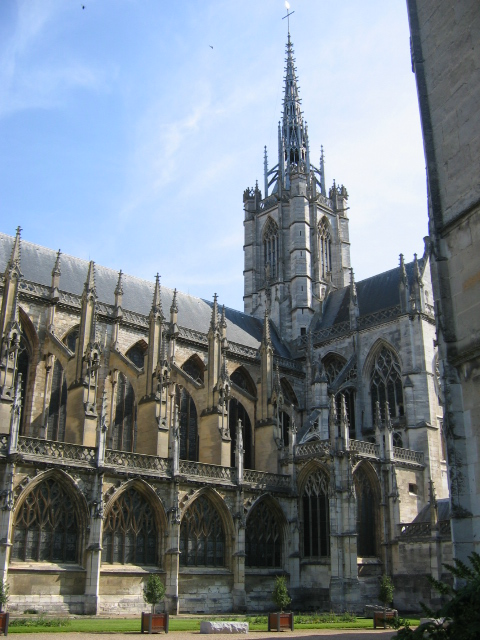
Katedrála Notre-Dame d'Évreux v Evreux, hlavní kostel diecéze Évreux

### Nejvýznamnější města
(počet obyvatel v r. 1999)
- Evreux 51 198
- Vernon 24 056
- Louviers 18 328
- Val-de-Reuil 13 245
- Bernay 11 024
- Gisors 10 882
- Les Andelys 9 047
- Pont-Audemer 8 981
- Gaillon 6 861
- Verneuil-sur-Avre 6 619